# Darßwald
Koordinaten: 54° 25′ 48,4″ N, 12° 30′ 48,3″ O

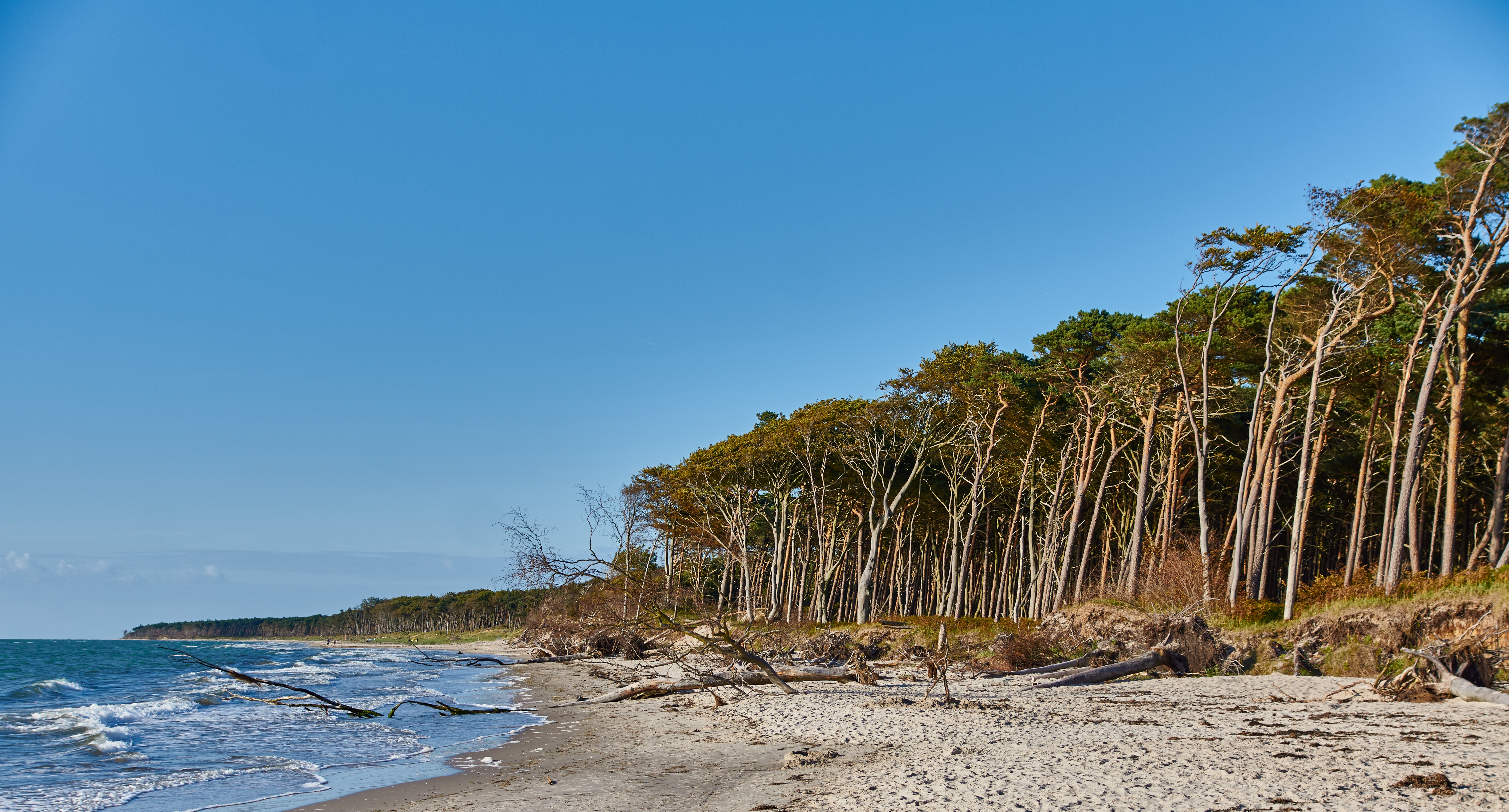
Darßwald an der Westküste

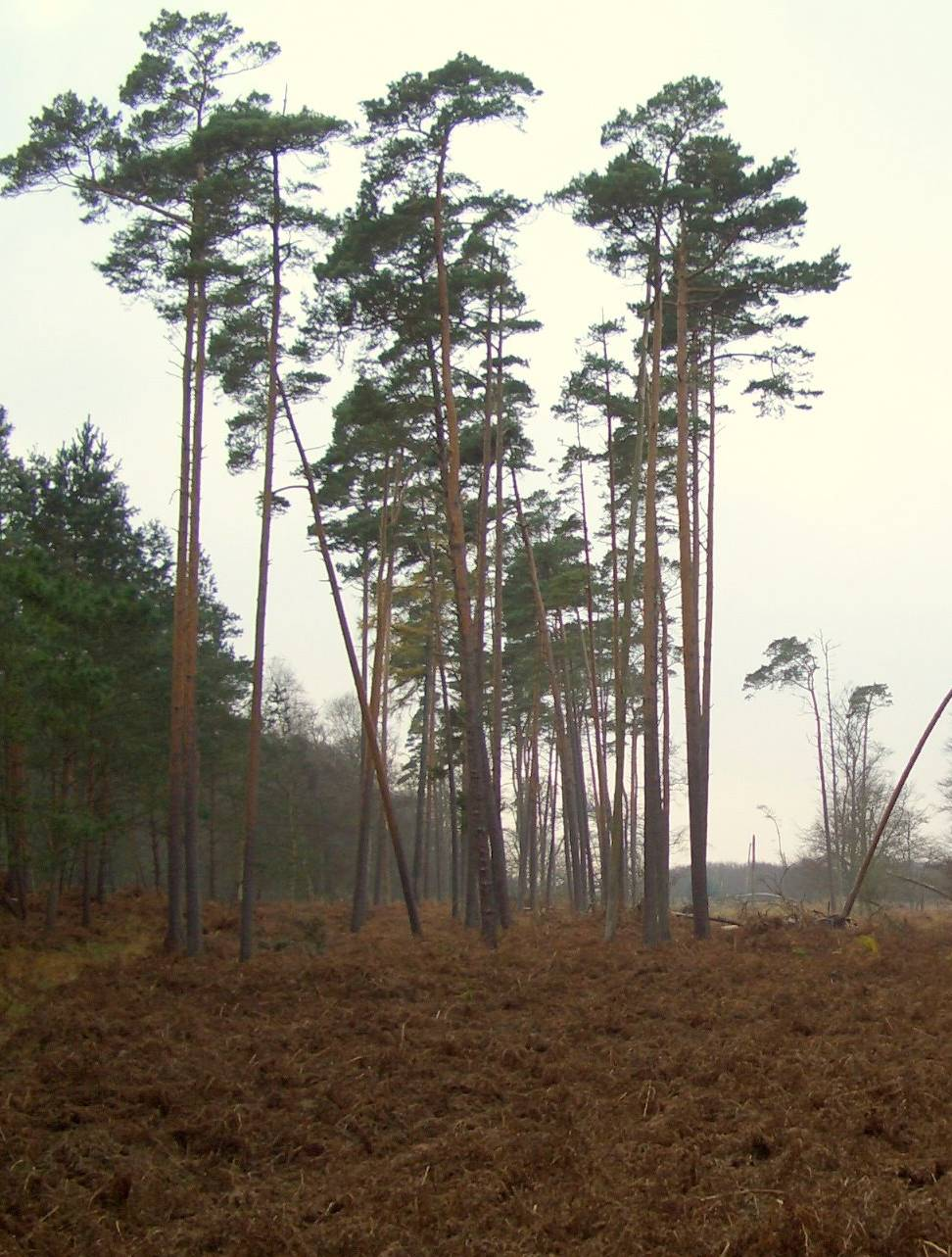
Bodenbedeckender Adlerfarn

Der Darßwald ist ein Waldgebiet auf dem Westteil der Halbinsel Darß. Es gibt keine Siedlungen im Waldgebiet. Umliegende Orte sind Ahrenshoop und Born im Süden sowie Wieck und Prerow im Osten. Der Darßwald umfasst 5800 Hektar und ist Teil des Nationalparkes Vorpommersche Boddenlandschaft. Der Bereich um Darßer Ort und der Nordwestteil des Waldgebietes gehören zur Schutzzone 1, in der keine menschliche Nutzung erfolgen soll und eine natürliche Entwicklung der Flächen angestrebt wird.

## Geschichte
Die Flächen entstanden im Rahmen der Ausgleichsküste als Strandwallfächer, was heute als System aus Wällen (örtliche Bezeichnung: Reff) und feuchten Niederungen (Riegen) erkennbar ist. Dabei war vor 3000 Jahren der Meeresspiegel höher, so dass sich ehemalige Kliffküsten wie das Alte Meerufer im Inneren des Darßwaldes finden lassen.
In der Vergangenheit wurde der Darßwald häufig als Weideland genutzt. Ungewöhnlich gewachsene Buchen weisen darauf hin. Die Besatzungszeiten Pommerns durch Dänen und Franzosen führten zu Kahlschlägen im Darßwald. Entnommene Eiben dienten beispielsweise als Innenvertäfelung der dänischen Schlösser Amalienborg und Rosenborg. Eine Aufforstung der Flächen erfolgte durch preußische Förster mit schnellwüchsigen Nadelhölzern wie Fichte, Lärche und Douglasie. Die Kiefern wurden zu DDR-Zeiten geharzt.
Bereits im Mittelalter diente der Darßwald den pommerschen Herzögen als Jagdgebiet. Auch der schwedische König im 19. Jahrhundert sowie im 20. Jahrhundert Hermann Göring und Jäger der SED-Führung zu DDR-Zeiten nutzten den Darßwald als Staatsjagdgebiet. Die Folge war und ist ein stark überhöhter Wildbestand, vor allem an Rothirsch und Reh. Die in den 1930er Jahren ausgesetzte Wisentpopulation erlosch 1945.
Besondere Verdienste um die Aufforstung des Darßwaldes und die Hege des Wildes erwarb sich Ferdinand von Raesfeld (1855–1929), dessen Grab sich inmitten des Darßwaldes befindet. Ihm ist heute das Forst- und Jagdmuseum in Born gewidmet.

## Pflanzen- und Tierwelt
Die Reffen und Riegen im Darßwald verlaufen hauptsächlich in West-Ost-Richtung. Baumarten auf den höher gelegenen Reffen sind Kiefer, Stieleiche und Rotbuche. Die tiefer gelegenen Riegen sind mit Erlen bestanden. Der Adlerfarn bedeckt einen großen Teil des Bodens und verhindert zusammen mit einer hohen Wilddichte eine naturgerechte Verjüngung des Baumbestandes.